# Ocotea foetens
Ocotea foetens är en lagerväxtart som först beskrevs av William Aiton, och fick sitt nu gällande namn av Benth. & Hook. f.. Ocotea foetens ingår i släktet Ocotea och familjen lagerväxter. Inga underarter finns listade i Catalogue of Life.
Trädet blir vanligen 15 till 20 meter högt och det nådde under historien en maximalhöjd av 42 meter. Det färska träet har en oangenäm doft. Bladen är 6 till 18 cm långa och trädet är städsegrön. Frukterna sitter liksom ekollon i en skål.
Arten förekommer på Kanarieöarna och på Madeira. Trädet växer i kulliga områden och i bergstrakter mellan 100 och 1500 meter över havet. Ocotea foetens ingår i olika slags fuktiga skogar. Den kan regionalt vara det förhärskande trädet.
Växten trä används för produktionen av konsthantverk och av andra föremål. Det brukas även som virke. Enligt den traditionella medicinen har olika delar av trädet läkande egenskaper, bland annan mot feber och högt blodtryck. Bladen och kvistarna brukas som foder för nötkreatur.
Beståndet på Madeira finns främst på öns norra del på grund av skogsröjningar och etablering av jordbruksmark i södra delen. Introducerade växter kan öka risken för bränder. Hela populationen anses vara stabil. IUCN listar arten som livskraftig (LC).